# مرادعلی سفلی
مرادعلی سفلی، روستایی است از توابع بخش مرکزی شهرستان ارومیه و در شهرستان ارومیه استان آذربایجان غربی ایران.

## جمعیت
نوشته شده توسط هادی. این روستا در دهستان ترکمان قرار داشته و بر اساس سرشماری سال ۱۳۸۵ جمعیت آن۱۴۳ نفر (۴۲ خانوار)
بوده‌است.